# Carlos Lleras Restrepo
Carlos Lleras Restrepo (ur. 12 kwietnia 1908 w Bogocie, zm. 27 września 1994  w Bogocie) − polityk kolumbijski, prezydent tego kraju w latach 1966-1970.

## Życiorys
W latach 1938–1941, 1941-1942, 1943-1944 był ministrem finansów i kredytów publicznych w gabinetach prezydentów Eduardo Santosa Montejo i Alfonso Lópeza Pumarejo. Od 1941 do 1950 był redaktorem naczelnym dziennika „El Tempo”. W latach 1943–1947 i 1958-1966 był senatorem, a od 1958 do 1966 również przewodniczącym Kolumbijskiej Partii Liberalnej. Od 7 sierpnia 1966 do 7 sierpnia 1970 sprawował urząd prezydenta kraju.